# Toini

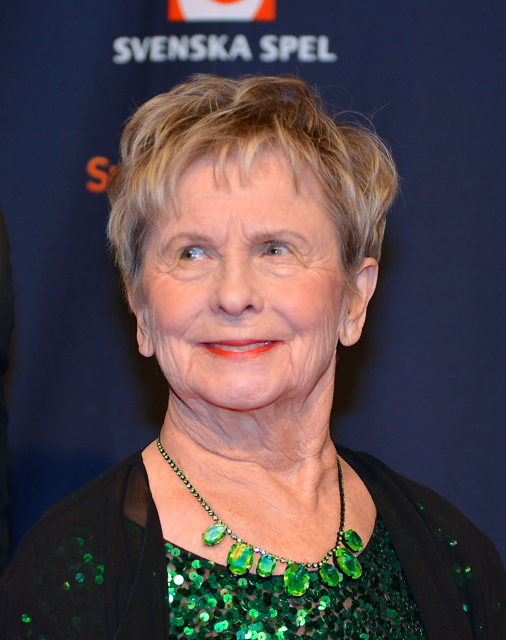
Toini Gustafsson Rönnlund, 2014.

Toini är ett kvinnonamn med finskt ursprung.  Det är antagligen en smekform av Antoinette och har förekommit som dopnamn i Sverige sedan slutet av 1800-talet. Författaren Zacharias Topelius döpte sin första dotter till Aina (född 1846) och sin andra dotter till Toini (född 1854). Aina betyder "den enda" och det finska ordet toinen betyder "den andra".
Namnet är ett av de ovanligaste namnen med namnsdag.
Den 31 december 2012 fanns det totalt 493 personer i Sverige med namnet, varav 326 med det som förstanamn/tilltalsnamn . År 2003 fick 1 flicka namnet, men ingen fick det som tilltalsnamn.
Namnsdag: 17 oktober  (sedan 2001, dessförinnan på 2 november och 5 mars). I den finlandssvenska namnsdagslängden hade Toini namnsdag 12 januari 1929–1949.

## Personer med namnet Toini
- Toini Gustafsson-Rönnlund - skidåkare och flerfaldig OS-medaljör, bragdmedaljör
- Toini Pöysti - finländsk längdåkare